# 王偉嘉
王 偉嘉（ワン・ウェイジャ、英語: Wang Weijia、1998年9月3日 - ）は、中国の男子バスケットボール選手である。ポジションはパワーフォワード。B.LEAGUEの青森ワッツ所属。

## 来歴
同郷の張本天傑のようになりたいと、高校から日本に留学し中部大一高校に入学し、名古屋学院大学に進学。
大学4年次に三遠ネオフェニックスの練習に参加し、2021年3月に秋田ノーザンハピネッツと3年契約しアジア特別枠として登録される。
2024年5月、福島ファイヤーボンズに移籍。
2025年6月、青森ワッツに移籍。

## 経歴
- 中部大学第一高 - 名古屋学院大 - 秋田（2021年 - 2024年）- 福島（2024年 - 2025年）- 青森（2025年 - ）

## 人物・エピソード・トリヴィア
- 遼寧省出身国家代表選手郭艾倫にプレースタイルが似ているという評価がある。
- 「やればできる」をキャッチフレーズとしている。